# عبدالرحمن زعبی
عبدالرحمن زعبی (عربی: عبدالرحمن زعبي؛ زاده: ۱۹ نوامبر ۱۹۳۲ - درگذشته: ۱۲ سپتامبر ۲۰۱۴) قاضی اهل اسرائیل بود. وی یکی از ۴۸ شخصیت عرب معروف می‌باشد. او نایب «دادگاه مرکزی» در «الناصره» بود و در هنگام تصدی این پست در دادگاه عالی تنها شخصیت عرب در این موضع بوده‌است. وی درس حقوق و اقتصاد را در «دانشگاه تل‌آویو» گذراند و سال ۱۹۵۸ آنرا به پایان رساند. وی در سن ۸۱ سالگی درگذشت.